# Roger Vailland
Roger Vailland (Acy-en-Multien, 16 de Outubro de 1907- Meillonnas, 12 de Maio de 1965) foi um romancista, ensaísta e dramaturgo francês.
Dos seus romances destacam-se Drôle de jeu (1945), Les mauvais coups (1948), Um homem só (Un jeune homme seul) (1951), 325 000 francs (1955), e A Lei (no original La loi (1957)), vencedor do Prémio Goncourt. Nas suas peças Les liaisons dangereuses (com Claude Brûlé e Roger Vadim, 1959) e Le vice et la vertu (com Vadim, 1962).

## Obras

### Romances
- Drôle de jeu, Prix Interallié, Éditions Corrêa, Paris, 1945
- Les Mauvais coups, Éditions Sagittaire, 1948, 253 p
- Bon pied, bon œil, Éditions Corrêa, Paris, 1950, 240 p
- Un Jeune homme seul, Éditions Corrêa, Paris, 1951, 253 p
  - Edição portuguesa: Um homem só, tradução de José Vaz Pereira, coleção "Minerva de bolso", n° 20, editorial Minerva, Lisboa, 1972.
- Beau masque, Éditions Gallimard, Paris, 1954, 335 p
- 325 000 francs, Éditions Corrêa, Paris, 1955, 264 p, reeditado por Buchet-Chastel em 2003
- La Loi, prix Goncourt 1957, Éditions Gallimard, Paris, 315 p
- La Fête, Éditions Gallimard, Paris, 1960, 287 p
- La Truite , Éditions Gallimard, Paris, 1964, 253 p

### Teatro
- Héloïse et Abélard, prémio Ibsen, peça em três actos, Éditions Corrêa, 1947
- Le Colonel Foster plaidera coupable, peça em cinco actos, as edições francesas reunidas, Paris, 1952, reeditado por Grasset em 1973, 153 páginas com um prefácio de René Ballet
- Monsieur Jean, peça em três actos, Éditions Gallimard, Paris, 1959
- Batailles pour l'humanité, texto dramático, Éditions de l'Humanité, 1954
- Appel à Jenny Merveille, peça radiofónica, 1948, França-Illustração literária e teatral, n.º23 de 15 de novembro de 1948, inserido em Les Écrits intimes.
- Revue Entretiens, extractos de La Bataille de Denain, peça inacabada de Roger Vailland, 1970

### Ensaios
- Quelques réflexions sur la singularité d'être français, Jacques Haumont, 1946
- Esquisse pour un portrait du vrai libertin, Jacques Haumont, 1946
- Le Surréalisme contre la révolution, Éditions Sociales, 1948. Reeditado por Éditions Complexe, Bruxelles, 1988, e por Delga, Paris, 2007
- Expérience du drame, Corrêa, 1953. Reeditado por Éditions du Rocher, Monaco, 2002
- Laclos par lui-même, Éditions du Seuil, Paris, 1953 - reed. Les Liaisons dangereuses, Grasset, coll. « Les Cahiers rouges », Paris, 2015
- Éloge du Cardinal de Bernis, Éditions Fasquelle, Paris, 1956.
- Les Pages immortelles de Suétone, Buchet-Chastel, 1962. Reeditado por Éditions du Rocher, Monaco, 2002
- Le Regard froid : réflexions, esquisses, libelles, 1945-1962, Éditions Grasset, Paris, 1963, reeditado em 1998, colectânea de textos inéditos ou já publicados, editado por Grasset-Fasquelle em 2007

### Histórias, viagens, prefácios

#### Histórias
- Un homme du peuple sous la Révolution, (co-escrito com Raymond Manevy), série, 1937, Éditions Corrêa, 1947, Gallimard, 1979. La vie de Jean-Baptiste Drouet
- Suède 1940, Paris, Sagittaire, 1940, 95 p
- Roger Vailland, correspondant de guerre : 1944-45 :
  - La dernière bataille de l'armée De Lattre, Paris, Ed. du Chêne, 1945
  - La bataille d'Alsace, Paris, Jacques Haumont, 1945
  - Léopold III devant la la conscience belge, Paris, Ed. du Chêne, 1945
- Le héros de roman, texte d'une conférence de 1952, publicado no Humanité de 19 de novembro de 1984

#### Histórias de viagens
- Boroboudour, voyage à Bali, Java et autres îles, Corrêa, 1951. Reeditado por Éditions du Sonneur, com um prefácio de Marie-Noël Rio, Paris, 2008.
- Choses vues en Égypte, Paris Ed. Défense de la paix, 1952
- La Réunion, éd. Rencontres, 1964, Éditions Kailash, 1998
- L'ensemble des 3 voyages, Gallimard, 1981

#### Prefácios e pósfacios
- Les Liaisons dangereuses, Choderlos de Laclos, prefácio de Roger Vailland, Paris, Club du Livre du Mois, 1955
- Les Mémoires de Casanova, prefácio de Roger Vailland, Paris, Club du Livre du Mois, 1957
- Tableaux des mœurs du temps dans les différents âges de la vie, Claude-Prosper Jolyot de Crébillon, prefácio de Roger Vailland, Paris, Cercle du Livre précieux, 1959, reedição Jean-Claude Lattès, 1980
- Les Pléiades, de Gobineau, prefácio de Roger Vailland, Paris, Le Livre de poche, 1960
- Sur Manon Lescaut, prefácio Roger Vailland, Éditions Lucien Mazenod, 1967

### Obras póstumas
- Écrits intimes, Éditions Gallimard, Paris 1968, 839 p
- Lettres à sa famille, Éditions Gallimard, Paris, 315 p, 1972, prefácio e notas de Max Chaleil
- Le Saint Empire, Éditions de la Différence, série Paroles, Paris, 1978
- Les Écrits journalistiques :
  - Chronique des années folles à la Libération : 1928-1945, Éditions sociales, Paris, 1984, préface de René Ballet, 504 p, réédité chez Buchet-Chastel en 2003
  - Chronique d'Hiroshima à Goldfinger : 1945-1965, Éditions sociales, Paris, 1984, prefácio de René Ballet, 526 p
- La Visirova]', paraît en feuilleton en 1933, édition Paris Messidor, prefácio de René Ballet, 199 p, 1986
- L'épopée du Martin-Siemens, préface de René Ballet, Montreuil, CCAS, 1991
- Cortès, le conquérant de l'Eldorado, paraît en feuilleton en 1941, édition Paris Messidor, 215 p, 1992
- N'aimer que ce qui n'a pas de prix, Éditions Du Rocher, 1995
- Les hommes nus, nouvelle écrite en 1924-25, parue aux Éditions Du Rocher, 1996[1]

Éditions Le temps des cerises—Dans la collection « Cahiers Roger Vailland » :
- Marat-Marat, 1995 - Le Conservateur des Hypothèques, 1998 - Comment travaille Pierre Soulages ? 1998 - Le Soleil Fou, 1998 ;
- L’émigrant, 1998 - Éloge de la politique, 1998[2] - Le cinéma et l’envers du cinéma dans les années 1930, 1999 ;
- Quelques réflexions sur la singularité d'être français, 2000 - Aphorismes, 2000 - De l’amateur, 2001 - Avant les 24 heures du Mans, 2004.